# Puritanismo
Los puritanos no estaban de acuerdo con la limitada extensión de la Reforma inglesa y la tolerancia de la Iglesia de Inglaterra de prácticas asociadas con la Iglesia católica. Se formaron e identificaron con varios grupos religiosos que abogaban por una mayor pureza de adoración y doctrina, así como por la piedad personal y colectiva. Los puritanos adoptaron una teología reformada en la tradición calvinista, como lo eran muchos de sus oponentes. Algunos defendieron la conversión de todo el cristianismo en establecidas a favor de iglesias autónomas. Estos separatistas e independientes del puritanismo se hicieron prominentes en la década de 1640, cuando los partidarios de una política presbiteriana en la Asamblea de Westminster no pudieron forjar una nueva iglesia nacional inglesa.
A finales de la década de 1630, los puritanos estaban aliados con el creciente mundo comercial, con la oposición parlamentaria a la prerrogativa real y con los presbiterianos escoceses con quienes tenían mucho en común. En consecuencia, se convirtieron en una fuerza política importante en Inglaterra y llegaron al poder como resultado de la primera guerra civil inglesa (1642-1646). Casi todo el clero puritano abandonó la Iglesia de Inglaterra después de la restauración de la monarquía en 1660 y la Ley de Uniformidad de 1662 . Muchos continuaron practicando su fe en denominaciones inconformistas, especialmente en iglesias congregacionalistas y presbiterianas. La naturaleza del movimiento en Inglaterra cambió radicalmente, aunque mantuvo su carácter durante un período mucho más largo en Nueva Inglaterra.
El puritanismo nunca fue una división religiosa formalmente definida dentro del protestantismo, y el término puritano en sí rara vez se usó después de finales del siglo XVIII. Algunos ideales puritanos, incluido el rechazo formal del catolicismo, se incorporaron a las doctrinas de la Iglesia de Inglaterra; otros fueron absorbidos por las muchas denominaciones protestantes que surgieron a finales del siglo XVII y principios del XVIII en América del Norte y Gran Bretaña. Las iglesias congregacionales, ampliamente consideradas como parte de la tradición reformada, son descendientes de los puritanos. Además, las creencias puritanas están consagradas en la Declaración de Saboya, la confesión de fe de las iglesias congregacionalistas.

## Terminología
En el siglo XVII, la palabra puritano era un término que se aplicaba no solo a un grupo, sino a muchos. Los historiadores todavía debaten una definición precisa del puritanismo.  Originalmente, puritano era un término peyorativo que caracterizaba a ciertos grupos protestantes como extremistas. Thomas Fuller, en su Historia de la Iglesia, fecha el primer uso de la palabra en 1564. El arzobispo Matthew Parker de esa época la usó y precisó con un sentido similar al del riguroso moderno. Los puritanos, entonces, se distinguieron por ser "más intensamente protestantes que sus vecinos protestantes o incluso la Iglesia de Inglaterra". Como término de abuso, Puritan no fue utilizado por los propios puritanos. Aquellos llamados puritanos se llamaron a sí mismos términos como "los piadosos", "santos", "profesores" o "hijos de Dios". 
Los "puritanos que no se separan" estaban descontentos con la reforma de la Iglesia de Inglaterra, pero permanecieron dentro de ella, abogando por una reforma adicional; no estaban de acuerdo entre ellos acerca de cuánta reforma adicional era posible o incluso necesaria. Más tarde fueron denominados "inconformistas". Los "separatistas", o "puritanos separadores", pensaban que la Iglesia de Inglaterra era tan corrupta que los verdaderos cristianos deberían separarse de ella por completo. En su sentido histórico más amplio, el término puritano incluye a ambos grupos. 
Los puritanos no deben confundirse con los grupos protestantes más radicales de los siglos XVI y XVII, como los cuáqueros, buscadores y familias, que creían que los individuos podían ser guiados directamente por el Espíritu Santo y priorizar la revelación directa sobre la Biblia. 
En inglés actual, puritano a menudo significa "contra el placer". En tal uso, el hedonismo y el puritanismo son antónimos. Los puritanos abrazaron la sexualidad, pero la colocaron en el contexto del matrimonio. Peter Gay escribe sobre la reputación estándar de los puritanos de "severa mojigatería" como una "lectura errónea que no se cuestionó en el siglo XIX", comentando lo poco puritanos que eran a favor de la sexualidad matrimonial y en oposición a la veneración católica de la virginidad, citando a Edward Taylor y John Cotton. Un asentamiento puritano en el oeste de Massachusetts desterró a un esposo porque se negó a cumplir con sus deberes sexuales para con su esposa.

## Historia
La Revolución Puritana fue un movimiento surgido en Inglaterra en el siglo XVI, de confesión calvinista, que rechazaba tanto a la Iglesia católica como a la Iglesia Anglicana.
Las críticas a la política de la Reina Isabel provenían de los grupos calvinistas ingleses, que fueron denominados puritanos porque pretendían purificar la Iglesia Anglicana, quitándole los residuos del catolicismo y acercando su liturgia al calvinismo.
Desde el inicio los puritanos aceptaban la doctrina de la predestinación. El movimiento fue perseguido en Inglaterra, razón por la que muchos dejaron este país buscando otros lugares con mayor libertad religiosa. Un grupo, liderado por John Winthrop, llegó a las colonias de Inglaterra en América del Norte en abril de 1630.
El puritanismo tuvo una importancia histórica durante un período de un siglo, seguido de cincuenta años de desarrollo en Nueva Inglaterra. Cambió el carácter y el énfasis casi década tras década durante ese tiempo.

### Puritanismo isabelino
El Acuerdo Religioso Isabelino de 1559 estableció la Iglesia de Inglaterra como una iglesia protestante y puso fin a la Reforma inglesa. Durante el reinado de Isabel I (r. 1558-1603), la Iglesia de Inglaterra fue ampliamente considerada una iglesia reformada, y los calvinistas tenían los mejores obispados y decanatos. Sin embargo, preservó ciertas características del catolicismo medieval, como las catedrales, los coros de las iglesias, una liturgia formal contenida en el Libro de Oración Común, vestimentas clericales tradicionales y una política episcopal. 
Muchos protestantes ingleses, especialmente los exiliados marianos que ahora regresan a casa para trabajar como clérigos y obispos, consideraron el asentamiento simplemente como el primer paso para reformar la iglesia de Inglaterra.  Los años de exilio durante la Restauración Mariana los habían expuesto a las prácticas de las iglesias reformadas continentales , y el clero más impaciente comenzó a introducir reformas en sus parroquias locales. El conflicto inicial entre los puritanos y las autoridades incluyó instancias de inconformidad, como omitir partes de la liturgia para permitir más tiempo para el sermón y el canto de salmos métricos. Algunos puritanos se negaron a inclinarse al escuchar el nombre de Jesús, para hacer la señal de la cruz en el bautismo, use anillos de boda o el órgano. Sin embargo, la principal queja que tenían los puritanos era el requisito de que el clero usara la sobrepelliz blanca y la gorra clerical. Los clérigos puritanos preferían llevar ropa académica negra. Durante la controversia sobre las vestimentas, las autoridades eclesiásticas intentaron y fallaron en hacer cumplir el uso de vestimentas clericales. Aunque nunca fue un movimiento de masas, los puritanos contaron con el apoyo y la protección de poderosos mecenas de la aristocracia. 
En la década de 1570, la principal disputa entre los puritanos y las autoridades era sobre la forma apropiada de gobierno eclesiástico. Muchos puritanos creían que la Iglesia de Inglaterra debería seguir el ejemplo de las iglesias reformadas en otras partes de Europa y adoptar una política presbiteriana, bajo la cual el gobierno de obispos sería reemplazado por el gobierno de ancianos.  Sin embargo, todos los intentos de promulgar reformas adicionales a través del Parlamento fueron bloqueados por la Reina. A pesar de tales contratiempos, líderes puritanos como John Field y Thomas Cartwright continuó promoviendo el presbiterianismo a través de la formación de conferencias clericales no oficiales que permitieron a los clérigos puritanos organizarse y trabajar en red. Esta red puritana encubierta fue descubierta y desmantelada durante la controversia marprelada de la década de 1580. Durante el resto del reinado de Isabel, los puritanos dejaron de agitarse por más reformas.

### Puritanismo jacobino
El acceso de Jacobo I al trono inglés trajo consigo la Petición Milenaria, un manifiesto puritano de 1603 para la reforma de la iglesia inglesa, pero Jacobo quería un acuerdo religioso en diferentes líneas. Llamó a la Conferencia de Hampton Court en 1604 y escuchó las enseñanzas de cuatro prominentes líderes puritanos, incluido Laurence Chaderton , pero en gran medida se puso del lado de sus obispos. Estaba bien informado sobre cuestiones teológicas por su educación y crianza escocesa, y en breve se ocupó del malhumorado legado del puritanismo isabelino, siguiendo una política religiosa eirénica, en la que fue árbitro.
Muchos de los nombramientos episcopales de James fueron calvinistas, en particular James Montague , que fue un cortesano influyente. Los puritanos todavía se oponían a gran parte del resumen católico en la Iglesia de Inglaterra, en particular el Libro de Oración Común, pero también el uso de vestimentas no seculares (toga y birrete) durante los servicios, la señal de la cruz en el bautismo y arrodillarse para recibir Sagrada comunión.  Algunos de los obispos, tanto de Isabel como de Jacobo, intentaron suprimir el puritanismo, aunque otros obispos fueron más tolerantes y, en muchos lugares, los ministros individuales pudieron omitir porciones desagradables del Libro de Oración Común .
El movimiento puritano de la época jacobea se hizo distintivo por la adaptación y el compromiso, con el surgimiento del "semiseparatismo", el "puritanismo moderado", los escritos de William Bradshaw (que adoptó el término "puritano" para sí mismo) y los inicios del congregacionalismo. La mayoría de los puritanos de este período no se separaron y permanecieron dentro de la Iglesia de Inglaterra; los separatistas que abandonaron la Iglesia de Inglaterra por completo fueron numéricamente mucho menos.

### Fragmentación y fracaso político
El movimiento puritano en Inglaterra estuvo dividido durante décadas por la emigración y las interpretaciones inconsistentes de las Escrituras, así como por algunas diferencias políticas que surgieron en ese momento. Los Quinta Hombres de la Monarquía, un ala radical milenaria del puritanismo, con la ayuda de un clero popular y estridente como Vavasor Powell, se agitaron desde el ala derecha del movimiento, incluso mientras grupos sectarios como los Ranters, Levellers y Cuáqueros se retiraban de la izquierda.  La fragmentación creó un colapso del centro y, en última instancia, selló un fracaso político, al tiempo que depositó un legado espiritual perdurable que permanecería y crecería en el cristianismo de habla inglesa. 
La Asamblea de Westminster fue convocada en 1643, reuniendo al clero de la Iglesia de Inglaterra. La Asamblea pudo estar de acuerdo con la Confesión de Fe de Westminster doctrinalmente, una posición teológica reformada consistente. El Directorio de Adoración Pública se hizo oficial en 1645, y la Iglesia de Escocia adoptó el marco más amplio (ahora llamado los Estándares de Westminster). En Inglaterra, las Normas fueron impugnadas por independientes hasta 1660. 
Los teólogos de Westminster, por otro lado, estaban divididos sobre cuestiones de gobierno de la iglesia y divididos en facciones que apoyaban un episcopado reformado, presbiterianismo, congregacionalismo y erastianismo. La membresía de la Asamblea estaba fuertemente inclinada hacia los presbiterianos, pero Oliver Cromwell era un puritano y un separatista congregacionalista independiente que les impuso sus doctrinas. La Iglesia de Inglaterra del Interregno (1649-1660) se dirigió a lo largo de las líneas presbiterianas, pero nunca se convirtió en una iglesia presbiteriana nacional, como la que existía en Escocia, e Inglaterra no era el estado teocrático que los principales puritanos habían pedido como "gobierno piadoso". 

### Gran expulsión y disidentes
Más información: Historia de los puritanos desde 1649.
En el momento de la Restauración inglesa en 1660, la Conferencia de Saboya fue convocada para determinar un nuevo asentamiento religioso para Inglaterra y Gales. Bajo la Ley de Uniformidad de 1662, la Iglesia de Inglaterra fue restaurada a su constitución anterior a la Guerra Civil con solo cambios menores, y los puritanos se vieron marginados. Una estimación tradicional del historiador Calamy es que alrededor de 2.400 clérigos puritanos abandonaron la Iglesia en la "Gran Expulsión" de 1662.  En este punto, el término "Disidente" llegó a incluir "Puritano", pero describió con más precisión a aquel (clero o laico) que "disintió". 
Los disidentes se separaron de todos los cristianos de la Iglesia de Inglaterra y establecieron sus propias congregaciones separatistas en las décadas de 1660 y 1670. Se estima que 1.800 del clero expulsado continuaron de alguna manera como ministros de religión, según Richard Baxter. El gobierno inicialmente intentó suprimir estas organizaciones cismáticas utilizando el Código Clarendon. Siguió un período en el que se propusieron esquemas de "comprensión", bajo el cual los presbiterianos podían ser devueltos a la Iglesia de Inglaterra, pero nada resultó de ellos. Los whigs se opusieron a las políticas religiosas de la corte y argumentaron que a los disidentes se les debería permitir adorar por separado de la Iglesia establecida, y esta posición finalmente prevaleció cuando se aprobó la Ley de Tolerancia a raíz de la Revolución Gloriosa en 1689. Esto permitió la concesión de licencias a los ministros disidentes y la construcción de capillas. El término " inconformista " generalmente reemplazó al término "disidente" de mediados del siglo XVIII.

### Puritanos en América del Norte
Algunos puritanos se fueron a Nueva Inglaterra, particularmente de 1629 a 1640 (la tiranía de los once años bajo el rey Carlos I ), apoyando la fundación de la Colonia de la Bahía de Massachusetts y otros asentamientos entre las colonias del norte. La inmigración puritana a gran escala a Nueva Inglaterra cesó en 1641, y alrededor de 21.000 se trasladaron a través del Atlántico. Esta población de habla inglesa en los Estados Unidos no era descendiente de todos los colonos originales, ya que muchos regresaron a Inglaterra poco después de llegar al continente, pero produjo más de 16 millones de descendientes. Esta llamada "Gran Migración" no se llama así debido a los números, que fueron mucho menores que el número de ciudadanos ingleses que inmigraron a Virginia y el Caribe durante este tiempo. El rápido crecimiento de las colonias de Nueva Inglaterra (alrededor de 700.000 en 1790) se debió casi en su totalidad a la alta tasa de natalidad y la menor tasa de mortalidad por año. 
La hegemonía puritana duró al menos un siglo. Ese siglo se puede dividir en tres partes: la generación de John Cotton y Richard Mather, 1630-1662 desde la fundación hasta la Restauración, años de independencia virtual y desarrollo casi autónomo; la generación de Increase Mather, 1662–89 desde la Restauración y el Pacto a mitad de camino hasta la Revolución Gloriosa, años de lucha con la Corona británica; y la generación de Cotton Mather, 1689-1728 desde el derrocamiento de Edmund Andros (en el que Cotton Mather jugó un papel) y la nueva carta, mediada por Increase Mather, hasta la muerte de Cotton Mather. 
Los puritanos de las colonias eran grandes creyentes en la educación. Querían que sus hijos pudieran leer la Biblia por sí mismos e interpretarla ellos mismos, en lugar de tener que tener un clérigo que les dijera lo que dice y significa. 
Los puritanos de las colonias, casi inmediatamente después de su llegada en 1630, establecieron escuelas para sus hijos. También establecieron lo que se llamaron escuelas de damas para sus hijas, y en otros casos les enseñaron a leer en casa a sus hijas. Como resultado, los puritanos eran la sociedad más alfabetizada del mundo. En el momento de la Revolución Americana, había 40 periódicos en los Estados Unidos (en un momento en que solo había dos ciudades, Nueva York y Filadelfia, con hasta 20.000 personas). 
Los puritanos también establecieron una universidad (Universidad de Harvard) solo seis años después de llegar a los Estados Unidos.

### Orígenes calvinistas del puritanismo
Esta variante del protestantismo sería seguida en países como Suiza, Países Bajos, Sudáfrica (entre los afrikáneres), Inglaterra, Escocia y los Estados Unidos.
Juan Calvino se opuso a la Iglesia católica y a los Anabaptistas y criticó la misa católica y por eso sus seguidores rompieron con la Iglesia Anglicana.
En Ginebra, cuando vivía Calvino, se inició un conflicto entre los partidarios de la Casa de Saboya (católicos) y los confederados (protestantes), que darían más tarde origen a los hugonotes.
Con los ideales iluministas y la doctrina de Calvino, los primeros protestantes ingleses se volvieron un grupo típicamente conservador.

### Los puritanos en Inglaterra

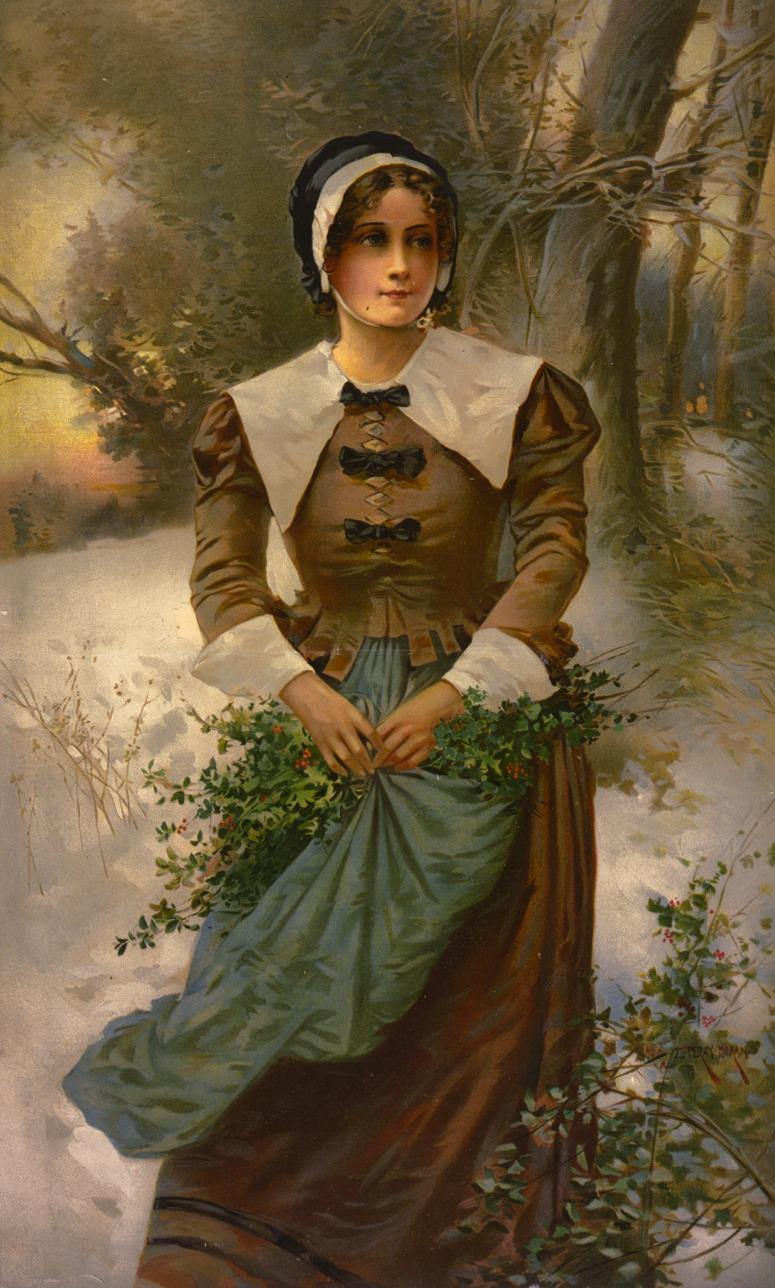
Puritana Joven de E. Percy Moran.

El surgimiento del puritanismo está ligado a las confusiones amorosas del rey Enrique VIII (1509-1547) y a la llegada del protestantismo continental a Inglaterra. El movimiento puritano, en sus primeros estadios, fue claramente influido y apoyado por Calvino que, a partir de 1548, pasó a escribirse con los principales líderes de la reforma inglesa. En 1534 fue promulgada el Acta de Supremacía, convirtiendo al rey en "cabeza suprema de la Iglesia de Inglaterra". Con la anulación de su matrimonio con Catalina de Aragón, tía de Carlos I de España, el rey Enrique VIII y el Parlamento inglés separaron la Iglesia de Inglaterra de Roma en 1536, adoptando la doctrina calvinista por comodidad. La Reforma se inició en Inglaterra gracias al rey y al Parlamento. En 1547, Eduardo VI, un niño muy enfermo, se convirtió en rey.
La Reforma protestante avanzó rápidamente en Inglaterra, pues el duque de Somerset, el regente del trono, simpatizaba con la fe reformada. Thomas Cranmer, el gran líder de la Reforma en Inglaterra, publicó el Libro de Oración Común, dando al pueblo su primera liturgia en inglés. María Tudor, católica, se convirtió en reina en 1553. Asesorada por el cardenal Reginald Pole, restauró su religión en 1554. En 1555 intensificó la persecución de los protestantes. Fueron asesinados trescientos, entre los cuales se hallaba el arzobispo de Canterbury, Thomas Cranmer (canonizado por la Iglesia Anglicana) y los obispos Latimer y Ridley. Ochocientos protestantes huyeron al continente, a ciudades como Ginebra o Fráncfort, donde absorbieron los principios doctrinales de los reformadores continentales. Isabel I ascendió al trono a los 25 años en 1558, estableció el "Acuerdo Isabelino", que era insuficientemente reformador como para satisfacer a aquellos que luego serían conocidos como "puritanos".
Enseguida promulgó el Acta de Uniformidad (1559), que autorizaba el Libro de Oración Común, y restauró el Acta de Supremacía. En 1562, fueron redirigidos los Treinta y Nueve Artículos de la Religión, que son el patrón histórico de la Iglesia de Inglaterra, y a partir de enero de 1563 fueron establecidos por el Parlamento como la posición doctrinal de la Iglesia Anglicana. Entre 1567 y 1568 una antigua controversia sobre las vestimentas llegó a su auge en la Iglesia de Inglaterra. La cuestión inmediata era si los predicadores tenían que usar los ropajes clericales prescritos. Esta controversia marcó una creciente impaciencia entre los puritanos en relación con la situación de una iglesia "reformada a medias". Thomas Cartwright, profesor de la Universidad de Cambridge, perdió su puesto a causa de sus prédicas sobre los primeros capítulos del libro de los Hechos de los Apóstoles, en las cuales argumentaba a favor de un cristianismo simplificado y una forma presbiteriana de gobierno eclesiástico. La primera iglesia presbiteriana fue la de Wandsworth, fundada en 1572.
En 1570, un poco antes de ese evento, Isabel fue excomulgada por el Papa Pío V. La muerte de Isabel ocurrió en 1603 y no dejó heredero. Designó como sucesor a Jacobo I, hijo de María Estuardo, que ya gobernaba en Escocia. Cuando el rey fue coronado, los puritanos, a causa de la presunta formación presbiteriana del rey, concibieron esperanzas al principio de que mejoraría la situación. Para enfatizar esa esperanza, presentaron la Petición Milenar en 1603, firmada por cerca de mil ministros puritanos, en la que pedían que la Iglesia Anglicana fuera "completamente puritana" en la liturgia y en la administración.

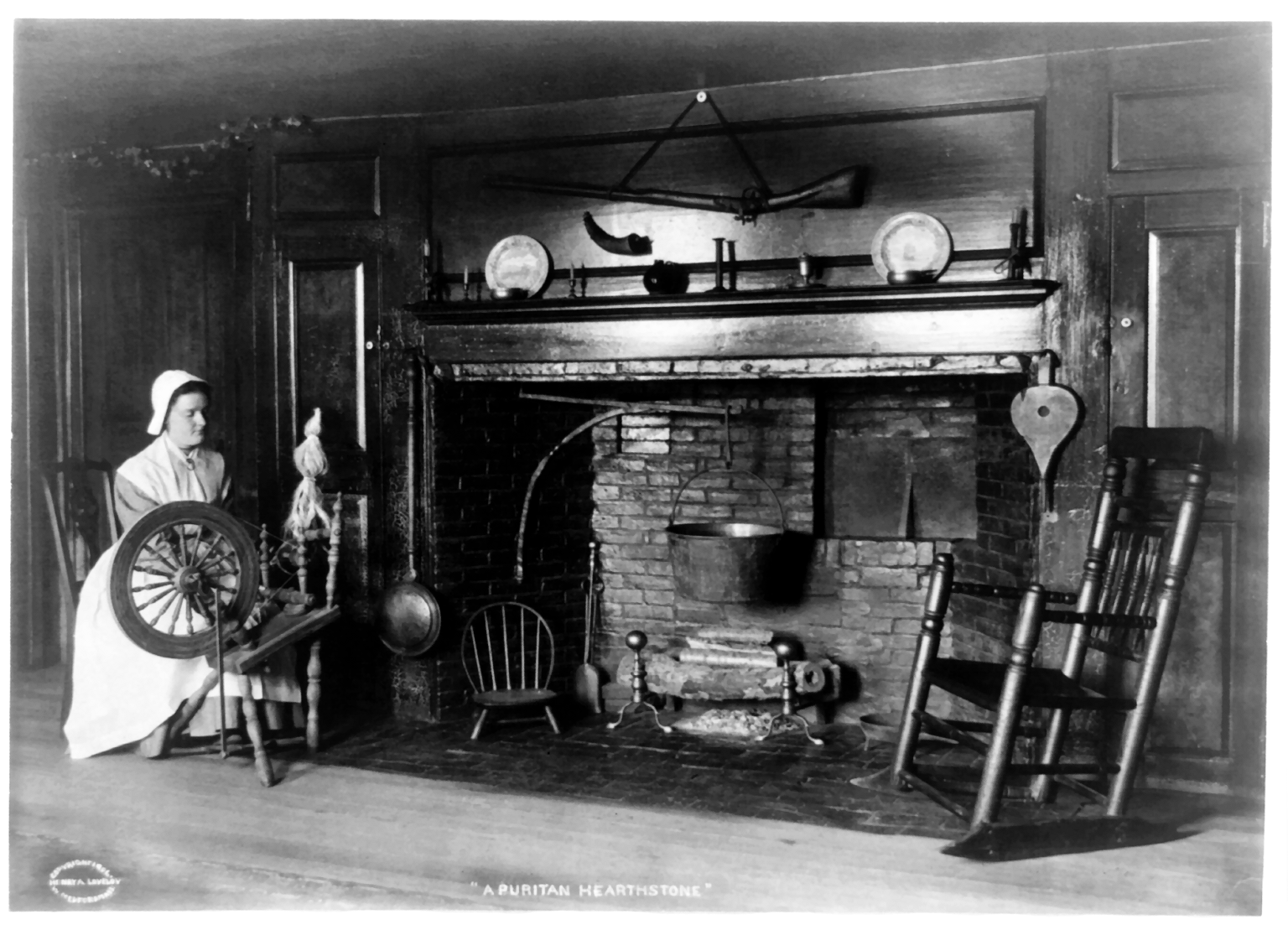
Una casa puritana ideal.

En 1604 se encontraron con el nuevo rey en la conferencia de Hampton Court para presentar sus peticiones. El rey amenazó con "expulsarlos de la tierra, o hacer algo peor", habiendo dicho que el presbiterianismo "armonizaba tanto con la monarquía como Dios con el diablo". Carlos I Estuardo, opositor de los puritanos, fue coronado rey en 1625. En 1628, William Laud se convirtió en obispo de Londres (en 1633 fue nombrado arzobispo de Canterbury) y tomó medidas severas para eliminar la disidencia en la Iglesia Anglicana. Procuró instituir prácticas ceremoniales consideradas "papistas" por los puritanos, aparte de ignorar la justificación por la fe, a causa de su énfasis arminiano, oprimiendo violentamente a los puritanos y forzándolos a emigrar a América.
En 1630, John Winthrop lideró el primer gran grupo de puritanos que fue hasta la Bahía de Massachusetts y, en 1636, se fundó el New College en Harvard o Universidad de Harvard. Laud intentó imponer el anglicanismo en Escocia, pero esto degeneró en un motín que sirvió para aliar a puritanos y escoceses calvinistas. En 1638, los líderes escoceses se reunieron en una "Solemne Liga y Alianza" y sus ejércitos marcharon contra las tropas del rey, que huyeron.
En 1640, el Parlamento restringió el poder del rey Carlos I. Las emigraciones a Nueva Inglaterra se estabilizaron de forma considerable. La Asamblea de Westminster, así llamada por reunirse en la Abadía de Westminster, templo anglicano de Londres, fue convocada por el Parlamento de Inglaterra en 1643 para deliberar sobre el gobierno y la liturgia de la iglesia y para "defender la pureza de la doctrina de la Iglesia Anglicana contra todas las falsas calumnias y difamaciones".
Es considerada la más notable asamblea protestante de todos los tiempos, tanto por la distinción de los elementos que la constituyeron, como por la obra que realizó y aún por las corporaciones eclesiásticas que recibieron de ella los patrones de fe y las influencias salutares durante esos trescientos años.

### La Asamblea de Westminster
La Asamblea de Westminster se caracterizó no solo por la erudición teológica, sino por una profunda espiritualidad. Se tomaba mucho tiempo para orar y todo era hecho con un espíritu de reverencia. Cada documento redactado iba al Parlamento para ser aprobado, lo que solo ocurría después de mucha discusión y estudio. Los llamados "Patrones Presbiterianos" elaborados por la Asamblea fueron los siguientes:
1. Directorio del Culto Público: concluido en diciembre de 1644 y aprobado por el parlamento al mes siguiente. Tomó el lugar del Libro de Oración Común. También fue preparado el Salterio: una versión métrica de los Salmos para uso en el culto (noviembre de 1645).
2. Forma de Gobierno Eclesiástico: concluida en 1644 y aprobada por el parlamento en 1648. Instituyó la forma de gobierno presbiteriana en lugar de la episcopal, con sus obispos y arzobispos.
3. Confesión de Fe: concluida en diciembre de 1646 y sancionada por el Parlamento en marzo de 1648.
4. Catecismo Mayor y Breve Catecismo: concluidos a finales de 1647 y aprobados por el Parlamento en marzo de 1648.

Como consecuencia de la ayuda de los escoceses, las fuerzas parlamentarias derrocaron al rey Carlos I, que fue decapitado en 1649.
El comandante victorioso, Oliver Cromwell, asumió el gobierno. Sin embargo, Carlos II subió al trono en 1660 y restauró el episcopado en la Iglesia de Inglaterra. Se inició una nueva era de persecuciones contra los presbiterianos.
En Escocia, la Asamblea General de la Iglesia presbiteriana adoptó los Patrones de Westminster después de ser aprobados, dejando de lado sus propios documentos de doctrina, liturgia y gobierno que databan de la época de John Knox. La justificación era el deseo de una mayor unidad entre los presbiterianos de las islas británicas. Esos patrones fueron llevados de Escocia a otras partes del mundo.

## Dogma y creencias
El dogma central del puritanismo era la autoridad suprema de Dios sobre los asuntos humanos. Para algunos, tal autoridad se expresaba hasta el grado de la predestinación enseñada por Juan Calvino, pero no todos compartían esta opinión.
Además, los puritanos subrayaban que el individuo debía ser reformado por la gracia de Dios. Cada persona, a la que Dios mostraba misericordia, debía comprender su propia falta de valor y confiar en que el perdón que está en Cristo le había sido dado, por lo que, por gratitud, debía seguir una vida humilde y obediente.
Otros puntos de su doctrina son:
- El énfasis en el estudio privado de la Biblia.
- El deseo de que todos alcancen educación e ilustración (especialmente para que todos puedan leer la Biblia por sí mismos).
- El sacerdocio de todos los creyentes.
- Simpleza en la adoración, la exclusión de vestimentas, imágenes, velas, etc.
- La no celebración de festividades tradicionales que ellos consideraban estar en violación de los principios regulares de adoración.
- La creencia en guardar como obligatorio un día de la semana como está ordenado en los Diez Mandamientos, en el caso de ellos el día de la Resurrección de Jesús, el domingo.
- Algunos aprobaban la jerarquía de la Iglesia, pero otros buscaban reformar las iglesias episcopales al modelo presbiteriano. Algunos puritanos separatistas eran presbiterianos, pero la mayoría eran congregacionalistas.

## Creencias

### Calvinismo
El puritanismo se refiere en términos generales a un movimiento de reforma religiosa diverso en Gran Bretaña comprometido con la tradición reformada continental .  Si bien los puritanos no estaban de acuerdo en todos los puntos doctrinales, la mayoría compartía puntos de vista similares sobre la naturaleza de Dios , la pecaminosidad humana y la relación entre Dios y la humanidad. Creían que todas sus creencias deberían basarse en la Biblia, que consideraban divinamente inspirada . 
El concepto de pacto era extremadamente importante para los puritanos, y la teología del pacto era fundamental para sus creencias. Con raíces en los escritos de los teólogos reformados John Calvin y Heinrich Bullinger, la teología del pacto fue desarrollada por los teólogos puritanos Dudley Fenner, William Perkins, John Preston, Richard Sibbes, William Ames y, más plenamente, por el estudiante neerlandés de Ames, Johannes Cocceius.
La teología del pacto afirma que cuando Dios creó a Adán y Eva les prometió la vida eterna a cambio de una perfecta obediencia; esta promesa se denominó pacto de obras. Después de la caída del hombre, la naturaleza humana fue corrompida por el pecado original y no pudo cumplir el pacto de obras, ya que cada persona violaba inevitablemente la ley de Dios expresada en los Diez Mandamientos. Como pecadores, todos merecían la condenación . 
Los puritanos compartían con otros calvinistas la creencia en la doble predestinación , que algunas personas (los elegidos) estaban destinados por Dios a recibir la gracia y la salvación, mientras que otros estaban destinados al infierno. Sin embargo, nadie podía merecer la salvación. Según la teología del pacto, el sacrificio de Cristo en la cruz hizo posible el pacto de gracia, mediante el cual los seleccionados por Dios podrían ser salvos. Los puritanos creían en la elección incondicional y en la gracia irresistible; la gracia de Dios se daba gratuitamente sin condiciones a los elegidos y no podía ser rechazada. 

### Conversión
La teología del pacto hizo la salvación individual profundamente personal. Sostuvo que la predestinación de Dios no era "impersonal y mecánica" sino que era un "pacto de gracia" en el que uno entraba por fe. Por lo tanto, ser cristiano nunca podría reducirse al simple "reconocimiento intelectual" de la verdad del cristianismo. Los puritanos acordaron "que el llamado eficaz de cada santo elegido de Dios siempre vendría como un encuentro personal individualizado con las promesas de Dios". 
El proceso por el cual los elegidos pasan de la muerte espiritual a la vida espiritual (regeneración) se describió como conversión. Al principio, los puritanos no consideraban una experiencia de conversión específica como normativa o necesaria, pero muchos obtuvieron la seguridad de la salvación a partir de tales experiencias. Sin embargo, con el tiempo, los teólogos puritanos desarrollaron un marco para una experiencia religiosa auténtica basada en sus propias experiencias y en las de sus feligreses. Finalmente, los puritanos llegaron a considerar una experiencia de conversión específica como una marca esencial de la propia elección. 
La experiencia de conversión puritana se describió comúnmente como ocurriendo en fases discretas. Comenzó con una fase preparatoria diseñada para producir contrición por el pecado a través de la introspección, el estudio de la Biblia y la escucha de la predicación. Esto fue seguido por la humillación, cuando el pecador se dio cuenta de que no podía librarse del pecado y que sus buenas obras nunca podrían ganar el perdón.  Fue después de llegar a este punto, la comprensión de que la salvación era posible solo por la misericordia divina, que la persona experimentaría la justificación, cuando se imputa la justicia de Cristo. A los elegidos y sus mentes y corazones son regenerados. Para algunos puritanos, esta fue una experiencia dramática y se refirieron a ella como nacer de nuevo. 
Confirmar que tal conversión había sucedido a menudo requería una introspección prolongada y continua. El historiador Perry Miller escribió que los puritanos "liberaron a los hombres de la rutina de las indulgencias y penitencias, pero los arrojaron sobre el lecho de hierro de la introspección".  Se esperaba que la conversión fuera seguida por la santificación - "el crecimiento progresivo en la capacidad del santo para percibir y buscar mejor la voluntad de Dios, y así llevar una vida santa". Algunos puritanos intentaron encontrar seguridad en su fe manteniendo registros detallados de su comportamiento y buscando la evidencia de la salvación en sus vidas. El clero puritano escribió muchas guías espirituales para ayudar a sus feligreses a buscar la piedad personal y la santificación. Estos incluyeron The Plain Man's Pathway to Heaven de Arthur Dent (1601), Seven Treatises de Richard Rogers (1603), Christian's Daily Walk de Henry Scudder (1627) y The Bruised Reed and Smoking Flax (1630) de Richard Sibbes. 
Se podría criticar demasiado énfasis en las buenas obras de uno por estar demasiado cerca del arminianismo, y demasiado énfasis en la experiencia religiosa subjetiva podría criticarse como antinomianismo. Muchos puritanos se basaron tanto en la experiencia religiosa personal como en el autoexamen para evaluar su condición espiritual. 
La piedad experiencial del puritanismo sería heredada por los protestantes evangélicos del siglo XVIII. Mientras que los puntos de vista evangélicos sobre la conversión estaban fuertemente influenciados por la teología puritana, los puritanos creían que la seguridad de la salvación de uno era "rara, tardía y fruto de la lucha en la experiencia de los creyentes", mientras que los evangélicos creían que la seguridad era normativa para todos los creyentes verdaderamente convertidos.

### Adoración y sacramentos
Si bien la mayoría de los puritanos eran miembros de la Iglesia de Inglaterra, eran críticos con sus prácticas de adoración. En el siglo XVII, el culto dominical en la iglesia establecida tomó la forma del servicio de oración de la mañana en el Libro de oración común. Esto podría incluir un sermón, pero la Sagrada Comunión o la Cena del Señor solo se observaban ocasionalmente. Oficialmente, a los laicos solo se les pedía que recibieran la comunión tres veces al año, pero la mayoría de las personas solo recibían la comunión una vez al año en Pascua. Los puritanos estaban preocupados por los errores bíblicos y los restos católicos dentro del libro de oraciones. Los puritanos se opusieron a inclinarse ante el nombre de Jesús, el requisito de que los sacerdotes usen la sobrepelliz y el uso de oraciones escritas en lugar de oraciones improvisadas. 
El sermón fue fundamental para la piedad puritana. No era solo un medio de educación religiosa; los puritanos creían que era la forma más común en que Dios preparaba el corazón de un pecador para la conversión.  Los domingos, los ministros puritanos a menudo acortaban la liturgia para permitir más tiempo para la predicación. Los feligreses puritanos asistieron a dos sermones los domingos y a tantos sermones y conferencias entre semana que pudieron encontrar, a menudo viajando por millas.  Los puritanos se distinguieron por su adhesión al sabadismo . 
Los puritanos enseñaron que había dos sacramentos: el bautismo y la Cena del Señor. Los puritanos estaban de acuerdo con la práctica de la iglesia del bautismo infantil . Sin embargo, se discutió el efecto del bautismo. Los puritanos se opusieron a la afirmación del libro de oraciones sobre la regeneración bautismal. En la teología puritana, el bautismo infantil se entendía en términos de la teología del pacto: el bautismo reemplazó a la circuncisión como una señal del pacto y marcó la admisión de un niño en la iglesia visible. No se puede suponer que el bautismo produce regeneración. La Confesión de Westminster establece que la gracia del bautismo solo es efectiva para aquellos que están entre los elegidos, y sus efectos permanecen dormidos hasta que uno experimenta la conversión más adelante en la vida. Los puritanos querían acabar con los padrinos , que hacían votos bautismales en nombre de los bebés, y dejar esa responsabilidad al padre del niño. Los puritanos también se opusieron a que los sacerdotes hicieran la señal de la cruz en el bautismo. Los bautismos privados se opusieron porque los puritanos creían que la predicación siempre debería acompañar a los sacramentos. Algunos clérigos puritanos incluso se negaron a bautizar a los bebés moribundos porque eso implicaba que el sacramento contribuía a la salvación. 
Los puritanos rechazaron tanto las enseñanzas católicas (transubstanciación) como las luteranas (unión sacramental) de que Cristo está físicamente presente en el pan y el vino de la Cena del Señor. En cambio, los puritanos abrazaron la doctrina reformada de la presencia espiritual real, creyendo que en la Cena del Señor los fieles reciben a Cristo espiritualmente. De acuerdo con Thomas Cranmer, los puritanos enfatizaron "que Cristo desciende a nosotros en el sacramento por Su Palabra y Espíritu, ofreciéndose a Sí mismo como nuestro alimento y bebida espiritual". Criticaron el servicio de libros de oraciones por ser demasiado similar a la misa católica. Por ejemplo, la exigencia de que las personas se arrodillen para recibir la comunión implicaba la adoración de la Eucaristía, una práctica ligada a la transubstanciación. Los puritanos también criticaron a la Iglesia de Inglaterra por permitir que los pecadores impenitentes recibieran la comunión. Los puritanos querían una mejor preparación espiritual (como visitas domiciliarias del clero y poner a prueba a las personas en su conocimiento del catecismo) para la comunión y una mejor disciplina de la iglesia para asegurar que los indignos no recibieran el sacramento. 
Los puritanos no creían que la confirmación fuera necesaria y pensaban que los candidatos estaban mal preparados ya que los obispos no tenían tiempo para examinarlos adecuadamente.   
El servicio matrimonial fue criticado por usar un anillo de bodas (lo que implicaba que el matrimonio era un sacramento) y hacer que el novio prometiera a su novia "con mi cuerpo te adoro", lo que los puritanos consideraban una blasfemia.  
En el funeral, el sacerdote entregó el cuerpo al suelo "con la esperanza segura y segura de la resurrección a la vida eterna, por nuestro Señor Jesucristo". Los puritanos se opusieron a esta frase porque no creían que fuera cierta para todos. Sugirieron que se reescribiera como "encomendamos su cuerpo [etc.] creyendo una resurrección de justos e injustos, unos al gozo y otros al castigo". 
Los puritanos eliminaron la música coral y los instrumentos musicales en sus servicios religiosos porque estaban asociados con el catolicismo; sin embargo, se consideró apropiado cantar los Salmos (ver Salmodia exclusiva). Los órganos de la iglesia fueron comúnmente dañados o destruidos en el período de la Guerra Civil, como cuando se llevó un hacha al órgano de la Catedral de Worcester en 1642.

### Eclesiología
Si bien los puritanos estaban unidos en su objetivo de promover la Reforma inglesa, siempre estaban divididos sobre cuestiones de eclesiología y política de la iglesia, específicamente cuestiones relacionadas con la forma de organizar las congregaciones, cómo las congregaciones individuales deberían relacionarse entre sí y si las iglesias nacionales establecidas eran bíblico. Sobre estas cuestiones, los puritanos se dividieron entre partidarios de la política episcopal, la política presbiteriana y la política congregacional .
Los episcopales (conocidos como el partido prelatico) eran conservadores que apoyaban la retención de obispos si esos líderes apoyaban la reforma y aceptaban compartir el poder con las iglesias locales. También apoyaron la idea de tener un Libro de Oración Común , pero estaban en contra de exigir una conformidad estricta o tener demasiada ceremonia. Además, estos puritanos pidieron una renovación de la predicación, el cuidado pastoral y la disciplina cristiana dentro de la Iglesia de Inglaterra. 
Al igual que los episcopales, los presbiterianos acordaron que debería haber una iglesia nacional pero estructurada según el modelo de la Iglesia de Escocia. Querían reemplazar a los obispos con un sistema de órganos de gobierno electivos y representativos de clérigos y laicos ( sesiones locales, presbiterios, sínodos y, en última instancia, una asamblea general nacional ). Durante el Interregno, los presbiterianos tuvieron un éxito limitado en la reorganización de la Iglesia de Inglaterra. La Asamblea de Westminster propuso la creación de un sistema presbiteriano, pero el Parlamento Largo dejó la implementación a las autoridades locales. Como resultado, la Iglesia de Inglaterra nunca desarrolló una jerarquía presbiteriana completa. 
Los congregacionalistas o independientes creían en la autonomía de la iglesia local, que idealmente sería una congregación de "santos visibles" (es decir, aquellos que habían experimentado la conversión). Los miembros estarían obligados a cumplir con un pacto de la iglesia, en el que "se comprometieron a unirse en la adoración adecuada de Dios y alimentarse mutuamente en la búsqueda de una mayor verdad religiosa". Estas iglesias se consideraban completas en sí mismas, con plena autoridad para determinar su propia membresía, administrar su propia disciplina y ordenar a sus propios ministros. Además, los sacramentos solo serían administrados a aquellos en el pacto de la iglesia. 
La mayoría de los puritanos congregacionales permanecieron dentro de la Iglesia de Inglaterra, con la esperanza de reformarla de acuerdo con sus propios puntos de vista. Los congregacionalistas de Nueva Inglaterra también insistieron en que no se estaban separando de la Iglesia de Inglaterra. Sin embargo, algunos puritanos equipararon la Iglesia de Inglaterra con la Iglesia católica y, por lo tanto, no la consideraron una iglesia cristiana en absoluto. Estos grupos, como los brownistas, se separarían de la Iglesia establecida y serían conocidos como separatistas. Otros separatistas adoptaron posiciones más radicales sobre la separación de la iglesia y el estado y el bautismo de los creyentes , convirtiéndose en los primeros bautistas. 

### Vida familiar
Con base en las representaciones bíblicas de Adán y Eva, los puritanos creían que el matrimonio tenía sus raíces en la procreación, el amor y, lo más importante, la salvación. Los maridos eran los jefes espirituales del hogar, mientras que las mujeres debían demostrar piedad religiosa y obediencia bajo la autoridad masculina.  Además, el matrimonio representaba no solo la relación entre marido y mujer, sino también la relación entre los cónyuges y Dios. Los maridos puritanos dominaban la autoridad a través de la dirección familiar y la oración. La relación femenina con su esposo y con Dios estuvo marcada por la sumisión y la humildad. 

Thomas Gataker describe el matrimonio puritano como:
... juntos por un tiempo como copartícipes en la gracia aquí, [para que] puedan reinar juntos para siempre como coherederos en la gloria en el más allá. 
La paradoja creada por la inferioridad femenina en la esfera pública y la igualdad espiritual de hombres y mujeres en el matrimonio, entonces, dio paso a la autoridad informal de las mujeres en asuntos del hogar y la crianza de los hijos. Con el consentimiento de sus maridos, las esposas tomaron decisiones importantes sobre el trabajo de sus hijos, la propiedad y la administración de posadas y tabernas propiedad de sus maridos. Las piadosas madres puritanas trabajaron por la justicia y la salvación de sus hijos, conectando a las mujeres directamente con asuntos de religión y moralidad. En su poema titulado "En referencia a sus hijos", la poeta Anne Bradstreet reflexiona sobre su papel como madre:
Tenía ocho pájaros incubados en un nido; Había cuatro machos y el resto gallinas. Los cuidé con dolor y cuidado, y no perdoné ni el costo ni el trabajo.
Bradstreet alude a la temporalidad de la maternidad comparando a sus hijos con una bandada de pájaros al borde del precipicio de salir de casa. Si bien los puritanos elogiaban la obediencia de los niños pequeños, también creían que, al separar a los niños de sus madres en la adolescencia, los niños podrían mantener mejor una relación superior con Dios.  Un niño solo puede ser redimido mediante la educación religiosa y la obediencia. Las niñas cargaron con la carga adicional de la corrupción de Eva y fueron catequizadas por separado de los niños en la adolescencia. La educación de los niños los preparó para las vocaciones y los roles de liderazgo, mientras que las niñas fueron educadas con fines domésticos y religiosos. Sin embargo, el pináculo de los logros de los niños en la sociedad puritana se produjo con el proceso de conversión.
Los puritanos veían la relación entre amo y sirviente de manera similar a la de padre e hijo. Así como se esperaba que los padres mantuvieran los valores religiosos puritanos en el hogar, los amos asumieron la responsabilidad parental de albergar y educar a los jóvenes sirvientes. Los sirvientes mayores también vivían con los amos y eran atendidos en caso de enfermedad o lesión. Los sirvientes afroamericanos e indios probablemente fueron excluidos de tales beneficios.

### Demonología y caza de brujas
Como la mayoría de los cristianos en el período moderno temprano, los puritanos creían en la existencia activa del diablo y los demonios como fuerzas del mal que podían poseer y causar daño a hombres y mujeres. También existía una creencia generalizada en la brujería y las brujas, personas aliadas con el diablo. "Fenómenos inexplicables como la muerte del ganado, enfermedades humanas y espantosos ataques sufridos por jóvenes y viejos" podrían atribuirse a la acción del diablo o de una bruja. 
Los pastores puritanos realizaron exorcismos por posesión demoníaca en algunos casos de alto perfil. El exorcista John Darrell fue apoyado por Arthur Hildersham en el caso de Thomas Darling. Samuel Harsnett, un escéptico sobre la brujería y la posesión, atacó a Darrell. Sin embargo, Harsnett estaba en minoría y muchos clérigos, no solo puritanos, creían en la brujería y la posesión. 
En los siglos XVI y XVII, miles de personas en toda Europa fueron acusadas de brujería y ejecutadas. En Inglaterra y Estados Unidos, los puritanos también se dedicaban a la caza de brujas. En la década de 1640, Matthew Hopkins, el autoproclamado "general cazador de brujas", fue responsable de acusar a más de doscientas personas de brujería, principalmente en East Anglia. En Nueva Inglaterra, pocas personas fueron acusadas y condenadas por brujería antes de 1692; hubo como máximo dieciséis condenas. 
Los juicios de brujas de Salem de 1692 tuvieron un impacto duradero en la reputación histórica de los puritanos de Nueva Inglaterra. Aunque esta caza de brujas ocurrió después de que los puritanos perdieran el control político de la colonia de Massachusetts, los puritanos instigaron los procedimientos judiciales contra los acusados y comprendieron a los miembros del tribunal que condenó y sentenció a los acusados. Para cuando el gobernador William Phips terminó los juicios, catorce mujeres y cinco hombres habían sido ahorcados como brujos. 

### Milenarismo
El milenarismo puritano se ha colocado en el contexto más amplio de las creencias reformadas europeas sobre el milenio y la interpretación de la profecía bíblica, para las cuales figuras representativas del período fueron Johannes Piscator, Thomas Brightman, Joseph Mede, Johannes Heinrich Alsted y John Amos Comenius. Como la mayoría de los protestantes ingleses de la época, los puritanos basaron sus puntos de vista escatológicos en una interpretación historicista del Libro de Apocalipsis y el Libro de Daniel. Los teólogos protestantes identificaron las fases secuenciales por las que el mundo debe pasar antes de que ocurra el Juicio Final y tendieron a colocar su propio período de tiempo cerca del final. Se esperaba que la tribulación y la persecución aumentaran, pero finalmente los enemigos de la iglesia — el Anticristo (identificado con la Iglesia católica) y el Imperio Otomano — serían derrotados.  Basado en Apocalipsis 20, se creía que ocurriría un período de mil años (el milenio), durante el cual los santos gobernarían con Cristo en la tierra. 
En contraste con otros protestantes que tendían a ver la escatología como una explicación de "los planes remotos de Dios para el mundo y el hombre", los puritanos entendieron que describía "el ambiente cósmico en el que el soldado regenerado de Cristo ahora iba a luchar contra el poder de pecado". A nivel personal, la escatología estaba relacionada con la santificación, la seguridad de la salvación y la experiencia de conversión. En un nivel más amplio, la escatología fue el lente a través del cual se interpretaron eventos como la guerra civil inglesa y la guerra de los Treinta Años. También había un aspecto optimista en el milenio puritano; los puritanos anticiparon un futuro avivamiento religioso mundial antes de la Segunda Venida de Cristo. Otra desviación de otros protestantes fue la creencia generalizada entre los puritanos de que la conversión de los judíos al cristianismo era un signo importante del apocalipsis .
David Brady describe una "calma antes de la tormenta" [ se necesita más explicación ] a principios del siglo XVII, en la que se vio una exégesis protestante "razonablemente restringida y sistemática" del Libro del Apocalipsis con Brightman, Mede y Hugh Broughton, después de lo cual " la literatura apocalíptica se degradó con demasiada facilidad "a medida que se volvía más populista y menos académica".  [ se necesita más explicación ] William Lamont sostiene que, dentro de la iglesia, las creencias milenarias isabelinas de John Foxe. Los puritanos adoptaron en cambio las doctrinas "centrífugas" de Thomas Brightman, mientras que los laudianos reemplazaron la actitud "centrípeta" de Foxe hacia el "emperador cristiano" por la Iglesia nacional y episcopal más cercana a casa, con su cabeza real, como líder el mundo protestante iure divino (por derecho divino).  [ jerga ] Viggo Norskov Olsen escribe que Mede "rompió completamente con la tradición agustiniana-foxiana, y es el vínculo entre Brightman y el premilenialismo del siglo XVII".  [ jerga ] La presa se rompió en 1641 cuando la tradicional reverencia retrospectiva hacia Thomas Cranmer y otros obispos mártires en el Acts and Monuments fue desplazado por actitudes progresistas hacia la profecía entre los puritanos radicales. 
Había numerosas obras teológicas escritas por puritanos, como la Medulla Theologiae de William Ames, pero no hay una teología distintiva de los puritanos. El término "teología puritana" tan solo cobra sentido en ciertas partes de la teología reformada, por ejemplo: el legado en términos teológicos del calvinismo, tal y como fue expuesto por los predicadores puritanos (normalmente conocidos como lectores), y la aplicación en la vida de los puritanos.

### Creencias principales
En la relación de las iglesias con el poder civil, los puritanos creían que los gobernadores seculares son responsables ante Dios de proteger y premiar la virtud, incluyendo la "verdadera religión", y de castigar a los malhechores. Se oponían a la supremacía del monarca en la iglesia (cristianismo) y argumentaban que la única cabeza de la Iglesia en el cielo o en la tierra es Cristo.
La idea de la interpretación personal de la Biblia, central en las creencias puritanas, era compartida con los protestantes en general. Los puritanos buscaron la conformidad individual y colectiva de la enseñanza de la Biblia, con la pureza moral aplicada hasta el más ínfimo detalle, así como la pureza eclesiástica aplicada al más alto nivel. Creían que el hombre existía para la gloria de Dios, y que su primer cometido en la vida era hacer lo que Dios quisiera y así recibir la futura felicidad.
Al igual que algunas iglesias reformadas del continente europeo, las reformas puritanas se caracterizaban por el mínimo ritualismo y la mínima decoración y por un énfasis sin ambigüedades en la predicación. Los calvinistas creían en general que la adoración en la iglesia debía ser estrictamente regulada por lo que se prescribía en la Biblia (el principio regulador de la adoración) y condenaban como idolatría muchas prácticas, sin importar su antigüedad o su adopción generalizada entre los cristianos, contra los oponentes que defendían la tradición. La simplicidad en la adoración llevó a la exclusión de vestimentas, imágenes, velas, etc. No celebraban las festividades tradicionales, las cuales creían que eran una violación del principio regulador. Los puritanos no estaban conforme con la religiones que profesaban los pobladores de aquella ciudad·

### Declaraciones
- Confesión de Fe de Westminster (Adoptada por los presbiterianos).
- Declaración de Saboya (Modificación de la anterior y adoptada por los puritanos).
- Confesión Bautista de Fe de 1689. Promulgada por los disidentes puritanos bautistas. Es, al igual que la Declaración de Saboya, una modificación de la confesión de Westminster pero relacionada con el bautismo y el gobierno de la Iglesia.

## La división
La creencia popular es que los puritanos se vieron obligados a huir de Inglaterra y Europa debido a la persecución por sus creencias religiosas. Pero los puritanos ingleses no huyeron de Inglaterra hacia América debido a la persecución de la Iglesia Católica. Más bien, huyeron de la persecución por parte de la Iglesia Anglicana, que ellos consideraban demasiado similar a la Iglesia Católica y no lo suficientemente reformada. Los puritanos eran protestantes calvinistas que deseaban purificar la Iglesia Anglicana de lo que percibían como prácticas y doctrinas católicas. Se exigió la traducción de la Biblia para que la gente pudiera leer las Escrituras en inglés en lugar de latín. Muchos fieles también expresaron su desagrado por los ostentosos rituales católicos que eran la norma y deseaban una forma más sencilla de adorar a Dios. El rey Jacobo I intentó encontrar la manera de conciliar las prácticas religiosas del nuevo clero puritano con las de los miembros más conservadores de la Iglesia de Inglaterra pero sin exito. Luego el rey Carlos I tomó la medida sin precedentes de disolver el parlamento para mantener su poder y librarse de quienes consideraba enemigos, entre ellos muchos puritanos. La década de 1630 a 1640 se conoció como la “Gran Migración”, cuando unos 80 000 puritanos abandonaron Inglaterra y Europa rumbo al Nuevo Mundo.
A finales del siglo XVI los puritanos ya se habían escindido en dos ramas: una más próxima a las tesis de Calvino en cuanto al gobierno de la iglesia, denominados presbiterianos, así llamados porque sus iglesias eran gobernadas no por un obispo, sino por presbíteros (ancianos del presbiterio), que impulsaban una centralización paulatina de la estructura eclesial, y otra integrada por los congregacionalistas, que defendían profesar su fe en la más completa libertad. Será Nueva Inglaterra el lugar donde se fundaría la mayor cantidad de comunidades puritanas y donde se vivirá un auténtico auge de sus creencias, formando en buena parte el carácter de muchos de los territorios de lo que serían más tarde los Estados Unidos de América.

## Consecuencias
El puritanismo no consiguió sustituir las estructuras de plausibilidad que el anglicanismo ofreció a Inglaterra. Las estructuras sociales anglicanas permanecieron. Tan solo para una pequeña e influyente minoría no era satisfactoria esta situación, y ese grupo era el de los puritanos, que libraron numerosas e infructuosas batallas con el gobierno político-religioso de Inglaterra. En todos esos eventos, el apoyo de Calvino fue influyente en la tentativa de llevar su doctrina a una nación cuyos lazos con Roma habían sido cortados tan solo por la vanidad de un rey.
La doctrina calvinista es hoy en día profesada entre los fieles anglicanos y en ella apenas quedan trazos de la liturgia del catolicismo.
Muchos de los puritanos huyeron a países como los Estados Unidos, donde introdujeron el presbiterianismo oriundo de la reforma calvinista de la Iglesia de Escocia.

## Consecuencias culturales
Algunas creencias religiosas fuertes comunes a los puritanos tuvieron impactos directos en la cultura. Los puritanos creían que era responsabilidad del gobierno hacer cumplir las normas morales y garantizar que se estableciera y mantuviera el verdadero culto religioso. La educación era esencial para todas las personas, hombres y mujeres, para que pudieran leer la Biblia por sí mismos. Sin embargo, el énfasis de los puritanos en la independencia espiritual individual no siempre fue compatible con la cohesión comunitaria, que también era un fuerte ideal.  Anne Hutchinson (1591-1643), la bien educada hija de un maestro, argumentó con la ortodoxia teológica establecida y se vio obligada a dejar la Nueva Inglaterra colonial con sus seguidores.

### Educación
En un momento en que la tasa de alfabetización en Inglaterra era inferior al 30 por ciento, los líderes puritanos de la Nueva Inglaterra colonial creían que los niños debían ser educados tanto por razones religiosas como civiles, y trabajaron para lograr la alfabetización universal.  En 1642, Massachusetts requirió que los jefes de familia enseñaran a sus esposas, hijos y sirvientes a leer y escribir básicos para que pudieran leer la Biblia y comprender las leyes coloniales. En 1647, el gobierno requirió que todas las ciudades con 50 o más hogares contrataran un maestro y las ciudades de 100 o más hogares contrataran a un instructor de escuela primaria para preparar a los muchachos prometedores para la universidad. La Boston Latin School de Philemon Pormort fue la única en Boston, la primera escuela de instrucción pública en Massachusetts". Los niños interesados en el ministerio a menudo eran enviados a universidades como Harvard (fundada en 1636) o Yale (fundada en 1707).  aspirantes a abogados o médicos fueron aprendices de un médico local, o en casos raros fueron enviados a Inglaterra o Escocia. 

### Científicos puritanos
La Tesis de Merton es un argumento sobre la naturaleza de la ciencia experimental temprana propuesto por Robert K. Merton. Similar a la famosa afirmación de Max Weber sobre el vínculo entre la ética del trabajo protestante y la economía capitalista, Merton defendió una correlación positiva similar entre el surgimiento del puritanismo inglés, así como el pietismo alemán y la ciencia experimental temprana. Como ejemplo, siete de los 10 miembros del núcleo de la Royal Society eran puritanos. En el año 1663, el 62 por ciento de los miembros de la Royal Society fueron identificados de manera similar. La Tesis de Merton ha dado lugar a continuos debates.

### Regulaciones de comportamiento
Los puritanos tanto en Inglaterra como en Nueva Inglaterra creían que el estado debería proteger y promover la verdadera religión y que la religión debería influir en la política y la vida social. Ciertas fiestas fueron prohibidas cuando los puritanos llegaron al poder. En 1647, el Parlamento prohibió la celebración de la Navidad, Pascua y Pentecostés. Los puritanos condenaron enérgicamente la celebración de la Navidad, considerándola una invención católica y los "atavíos del papado" o los "harapos de la Bestia". También se opusieron a la Navidad porque las celebraciones que rodeaban a la festividad se consideraban impías (las cárceles inglesas generalmente estaban llenas de juerguistas y alborotadores borrachos). Después de la restauración se restauró como fiesta legal en Inglaterra en 1660. La Navidad fue prohibida en Boston a partir de 1659.  La prohibición fue revocada en 1681 por el gobernador designado por los ingleses Edmund Andros, quien también revocó una prohibición puritana. en festividades los sábados por la noche.  Sin embargo, no fue hasta mediados del siglo XIX cuando la celebración de la Navidad se puso de moda en la región de Boston. 
Los puritanos se oponían al deporte o la recreación dominical porque los distraían de la observancia religiosa del sábado. Otras formas de ocio y entretenimiento estaban completamente prohibidas por motivos morales. Por ejemplo, los puritanos se oponían universalmente a los deportes de sangre como el cebo de osos y las peleas de gallos porque implicaban lesiones innecesarias a las criaturas de Dios. Por razones similares, también se opusieron al boxeo.  Estos deportes eran ilegales en Inglaterra durante el gobierno puritano. 
Si bien el juego de cartas por sí solo se consideraba generalmente aceptable, el juego de cartas y los juegos de azar estaban prohibidos en Inglaterra y las colonias, al igual que el baile mixto en el que participaban hombres y mujeres porque se pensaba que conducía a la fornicación .  Se consideró apropiado el baile folclórico que no implicaba un contacto cercano entre hombres y mujeres.  En Nueva Inglaterra, la primera escuela de baile no abrió hasta finales del siglo XVII. 
Los puritanos condenaron la sexualización del teatro y sus asociaciones con la depravación y la prostitución: los teatros de Londres estaban ubicados en el lado sur del Támesis , que era un centro de prostitución. Un importante ataque puritano al teatro fue el libro Histriomastix de William Prynne . Las autoridades puritanas cerraron los teatros ingleses en las décadas de 1640 y 1650, y ninguno pudo abrir en colonias controladas por puritanos. 
Los puritanos no se oponían a beber alcohol con moderación.  Sin embargo, las cervecerías estaban estrechamente reguladas por gobiernos controlados por los puritanos tanto en Inglaterra como en la América colonial. Las primeras leyes de Nueva Inglaterra que prohibían la venta de alcohol a los nativos americanos fueron criticadas porque "no era apropiado privar a los indios de cualquier consuelo legal permitido para todos los hombres mediante el uso del vino". Las leyes prohibían la práctica de que las personas brindaran entre sí, con la explicación de que conducía a desperdiciar el regalo de Dios de la cerveza y el vino, además de ser carnal.
No se establecieron límites para disfrutar de la sexualidad dentro de los límites del matrimonio, como un regalo de Dios.  Los cónyuges eran disciplinados si no cumplían con sus deberes sexuales conyugales, de acuerdo con 1 Corintios 7 y otros pasajes bíblicos. Se esperaba que tanto hombres como mujeres cumplieran con sus responsabilidades matrimoniales.  mujeres y los hombres pueden solicitar el divorcio basándose únicamente en este tema. En la colonia de Massachusetts, que tenía algunas de las leyes de divorcio coloniales más liberales, una de cada seis peticiones de divorcio se presentó sobre la base de la impotencia masculina. Los puritanos castigaban públicamente la embriaguez y las relaciones sexuales fuera del matrimonio .  parejas que tuvieron relaciones sexuales durante su compromiso fueron multadas y humilladas públicamente. hombres y un puñado de mujeres que tenían comportamientos homosexuales eran vistos como especialmente pecadores, y algunos eran ejecutados.  Si bien la práctica de la ejecución también se usó con poca frecuencia para la violación y el adulterio, la homosexualidad en realidad se consideraba un pecado peor.  Se pensaba que pasajes del Antiguo Testamento, incluido Levítico 20:13., Apoyaban el disgusto por la homosexualidad y los esfuerzos por purgar la sociedad de ella. El código de New Haven declaró: "Si un hombre se acuesta con mankinde, como un hombre se acuesta con una mujer, ambos han cometido abominación, seguramente serán ejecutados" y en 1636 John Cotton propuso la Ley de Sodomía que haría la homosexualidad tanto masculina como femenina es un crimen capital. Autores destacados como Thomas Cobbert, Samual Danforth y Cotton Mather escribieron piezas condenando la homosexualidad. Cotton Mather, conocido autor y líder religioso, escribió varios artículos que abordaban la homosexualidad, incluyendo "Direcciones para ancianos, hombres jóvenes y niños pequeños", donde argumentó el pasaje "Vence al diablo cuando te tiente a la El pecado juvenil de inmundicia "se refería" probablemente a los jóvenes de Sodoma ".

### Tolerancia religiosa
El gobierno puritano en Inglaterra estuvo marcado por una tolerancia religiosa limitada. La Ley de Tolerancia de 1650 derogó la Ley de Supremacía , la Ley de Uniformidad y todas las leyes que tipificaban la recusación como delito. Ya no existía un requisito legal para asistir a la iglesia parroquial los domingos (tanto para protestantes como para católicos). En 1653, la responsabilidad de registrar nacimientos, matrimonios y defunciones fue transferida de la iglesia a un registrador civil. El resultado fue que los bautismos y matrimonios en la iglesia se convirtieron en actos privados, no en garantías de derechos legales, lo que proporcionó una mayor igualdad a los disidentes. 
El Instrumento de Gobierno de 1653 garantizaba que en materia de religión "nadie será obligado con penas o de otro modo, sino que se hará todo lo posible para ganarlas mediante la sana doctrina y el ejemplo de una buena conversación". Se concedió libertad religiosa a "todos los que profesan la fe en Dios por Jesucristo". Sin embargo, los católicos y algunos otros fueron excluidos. Nadie fue ejecutado por su religión durante el Protectorado. En Londres, los asistentes a la misa católica o la sagrada comunión anglicana fueron detenidos ocasionalmente pero liberados sin cargos. Se permitió reunirse a muchas congregaciones protestantes no oficiales, como las iglesias bautistas y se les permitió publicar libremente y celebrar reuniones. Sin embargo, fueron arrestados por interrumpir los servicios de la iglesia parroquial y organizar ataques de diezmo contra la iglesia estatal. 
En Nueva Inglaterra, donde el congregacionalismo era la religión oficial, los puritanos mostraban intolerancia hacia otros puntos de vista religiosos, incluidas las teologías cuáquera , anglicana y bautista. Los puritanos de la colonia de la bahía de Massachusetts fueron los más activos de los perseguidores de cuáqueros de Nueva Inglaterra, y el espíritu perseguidor fue compartido por la colonia de Plymouth y las colonias a lo largo del río Connecticut . 
Cuatro cuáqueros, conocidos como los mártires de Boston, fueron ejecutados. Los primeros dos de los cuatro mártires de Boston fueron ejecutados por los puritanos el 27 de octubre de 1659, y en memoria de esto, el 27 de octubre es ahora el Día Internacional de la Libertad Religiosa para reconocer la importancia de la libertad de religión.  En 1660, una de las víctimas más notables de la intolerancia religiosa fue la cuáquera inglesa Mary Dyer , que fue ahorcada en Boston por desafiar repetidamente una ley puritana que prohibía a los cuáqueros en la colonia.  El ahorcamiento de Dyer en Boston Common marcó el comienzo del fin de la teocracia puritana .  En 1661, el rey Carlos II prohibió explícitamente a Massachusetts ejecutar a cualquier persona por profesar el cuaquerismo.  En 1684, Inglaterra revocó la carta de Massachusetts , envió a un gobernador real para hacer cumplir las leyes inglesas en 1686 y, en 1689, aprobó una amplia Ley de Tolerancia. 
El sentimiento anticatólico apareció en Nueva Inglaterra con los primeros colonos peregrinos y puritanos.  En 1647, Massachusetts aprobó una ley que prohibía a los sacerdotes católicos jesuitas entrar en territorio bajo jurisdicción puritana. Cualquier persona sospechosa que no pudiera aclararse debía ser desterrada de la colonia; un segundo delito conlleva la pena de muerte. 

## Historiografía
El puritanismo ha atraído mucha atención académica y, como resultado, la literatura secundaria sobre el tema es vasta. El puritanismo se considera crucial para comprender los problemas religiosos, políticos y culturales de la Inglaterra moderna. Además, historiadores como Perry Miller han considerado la Nueva Inglaterra puritana como fundamental para comprender la cultura y la identidad estadounidenses. Al puritanismo también se le ha atribuido la creación de la propia modernidad , desde la Revolución Científica de Inglaterra hasta el surgimiento de la democracia. A principios del siglo XX, Max Weber argumentó en La ética protestante y el espíritu del capitalismo que las creencias puritanas en la predestinación dieron como resultado una ética de trabajo protestante que creó el capitalismo. Autores puritanos como John Milton, John Bunyan, continúan siendo leídos y estudiados como figuras importantes dentro de la literatura inglesa y estadounidense. Anne Bradstreet y Edward Taylor.
Continúa el debate sobre la definición de "puritanismo".  El historiador inglés Patrick Collinson sostiene que "No tiene mucho sentido construir declaraciones elaboradas que definan lo que, en términos ontológicos, el puritanismo era y lo que no era, cuando no era algo definible en sí mismo, sino sólo la mitad de una relación estresante . "El puritanismo "fue sólo el reflejo del antipuritanismo y, en gran medida, su invención: un estigma, con gran poder para distraer y distorsionar la memoria histórica". El historiador John Spurr escribe que los puritanos se definían por sus relaciones con su entorno, especialmente con la Iglesia de Inglaterra. Siempre que cambiaba la Iglesia de Inglaterra, argumenta Spurr, la definición de puritano también cambiaba. 

El análisis del "puritanismo dominante" en términos de la evolución a partir de él de grupos separatistas y antinomianos que no florecieron, y otros que continúan hasta el día de hoy, como los bautistas y cuáqueros , puede sufrir de esta manera. El contexto nacional (Inglaterra y Gales, así como los reinos de Escocia e Irlanda) enmarca la definición de puritanos, pero no fue una autoidentificación para aquellos protestantes que vieron el progreso de la guerra de los Treinta Años a partir de 1620 directamente relacionado con su denominación, y como continuación de las guerras religiosas del siglo anterior, llevadas a cabo por las Guerras Civiles Inglesas. Historiador inglés Christopher Hill, quien ha contribuido a los análisis de las preocupaciones puritanas que son más respetadas que aceptadas, escribe sobre la década de 1630, las antiguas tierras de la iglesia y las acusaciones de que William Laud era un criptocatólico:
Para la imaginación puritana aumentada, parecía que, en toda Europa, las lámparas se estaban apagando: la Contrarreforma estaba recuperando propiedades para la Iglesia y las almas: y Carlos I y su gobierno, si no aliados a las fuerzas del La Contrarreforma, al menos, parecía haberse fijado objetivos económicos y políticos idénticos.

## Uso moderno
Hoy en día la palabra "puritano" suele emplearse  para referirse a alguien que tiene una opinión tradicional sobre la moral sexual, favorece la "cultura del trabajo" frente a la "cultura del tiempo libre" y pretende siempre convencer de sus creencias a los demás desaprobando moralmente los puntos de vista diferentes al suyo.

## El puritanismo en la literatura
El comienzo de la literatura estadounidense cuenta con escritores puritanos como Cotton Mather o Thomas Shepard. Sus textos solían ser panfletos ensayísticos religiosos o políticos. El puritanismo ha sido un tema central de obras literarias como La letra escarlata, donde el autor critica lo que él considera fanatismo y falsa moral del puritanismo; o como Las brujas de Salem, donde el autor utiliza ese ejemplo de fanatismo como imagen para criticar la persecución política del macartismo.

## Puritanos notables
La siguiente lista comprende a los más prominentes puritanos.
- Anne Bradstreet fue la primera mujer en publicar sus trabajos en las colonias británicas de América del Norte.

- Anne Hutchinson era una mujer puritana conocida por hablar libremente sobre sus puntos de vista religiosos, lo que resultó en su destierro de Massachusetts Bay Colony .
- James Noyes fue un influyente ministro puritano, maestro y fundador de Newbury .
- John Bunyan famoso por El progreso del peregrino .
- John Endecott fue el primer gobernador de la Colonia de la Bahía de Massachusetts y un importante líder militar.
- John Flavel
- John Howe
- John Milton está considerado como uno de los más grandes poetas ingleses; autor de epopeyas como Paradise Lost y dramas como Samson Agonistes . Era un partidario acérrimo de Cromwell .
- John Owen
- John Winthrop es conocido por su sermón " Un modelo de caridad cristiana " y como una figura destacada en la fundación de la Colonia de la Bahía de Massachusetts.
- Jonathan Edwards , predicador evangélico que provocó el primer gran despertar.
- Oliver Cromwell fue un líder político y militar inglés y finalmente se convirtió en Lord Protector de la Commonwealth de Inglaterra, Escocia e Irlanda. Era un hombre muy religioso y se le consideraba un puritano independiente.
- Peter Bulkley fue un influyente ministro puritano y fundador de Concord .
- Philip Nye (ministro) fue el asesor clave de Oliver Cromwell en asuntos de religión y regulación de la Iglesia.
- Richard Baxter
- Richard Sibbes
- Robert Woodford era un abogado inglés, basado principalmente en Northampton y Londres. Su diario del período 1637-1641 registra en detalle la perspectiva de un puritano educado.
- Stephen Charnock
- Thomas Gouge
- Thomas Hooker fue un ministro puritano y cofundador de la Colonia de Connecticut .
- Thomas Manton
- Thomas Parker fue un influyente ministro puritano, maestro y fundador de Newbury.
- William Bradford era el gobernador de la colonia de Plymouth .
- William Bates
- William Bridge

### Lectura adicional
- Bremer, Francis J. Empoderamiento laico y desarrollo del puritanismo. Nueva York: Palgrave Macmillan, 2015.
- Collins, Owen (1999). Discursos que cambiaron el mundo , Westminster John Knox Press, ISBN 0-664-22149-1 .
- Gardiner, Samuel Rawson (1895). Los dos primeros estuardos y la revolución puritana . Nueva York: C. Scribner's Sons. pp.  10 -11.
- Giussani, Luigi. Teología protestante estadounidense: un bosquejo histórico . McGill-Queens UP (2013).
- Hall, David D. (2019). Los puritanos: una historia transatlántica . Revisión en línea de H-Net
- Jarrett Morris, M. Michelle. Bajo el gobierno del hogar: sexo y familia en Puritan Massachusetts. Cambridge, MA: Harvard University Press.
- Neal, Daniel (1844). La historia de los puritanos . Nueva York: Harper. ISBN 1-899003-88-6.
- Neuman, Meredith Marie (2013). Escribas de Jeremías: Creación de literatura de sermones en la Nueva Inglaterra puritana. Filadelfia, PA: University of Pennsylvania Press.
- Winship, Michael P. (2018). Protestantes calientes: una historia del puritanismo en Inglaterra y Estados Unidos . Prensa de la Universidad de Yale.

### Obras puritanas
- Dent, Arthur (1601). El camino del hombre llano al cielo. Belfast, Irlanda del Norte Bk. [y] Tract Depository.
- Rogers, Richard (1610). Siete tratados.
- Scudder, Henry (1627). Caminata diaria de Christian (PDF) .
- Sibbes, Richard (1620). La caña magullada y el lino humeante.

- Datos: Q137073
- Multimedia: Puritans / Q137073
- Citas célebres: Puritanismo

1. ↑  CMHypno (16 de mayo de 2025). «Why Did the Puritans Leave England?». Owlcation (en inglés). Consultado el 20 de agosto de 2025.